# Tabula Hungarie
Die Tabula Hungarie (oft als Tabula Hungariae bezeichnet) ist die älteste noch erhaltene Landkarte von Ungarn. Sie wurde 1528 gedruckt. Die Vorarbeit dazu leistete Lazarus Secretarius, die endgültige kartographische Gestaltung geht auf Georg Tannstetter zurück. Die Karte entstand vor dem Hintergrund des raschen Vorrückens der Türken nach Mitteleuropa im ersten österreichischen Türkenkrieg.
Die Karte wurde im Jahr 2007 in das Weltdokumentenerbe der UNESCO aufgenommen. Das einzige erhaltene Exemplar wird in der Apponyi-Sammlung der Széchényi-Nationalbibliothek in Budapest aufbewahrt. Eine Faksimile-Ausgabe wurde nachgedruckt.

## Die Bildlegende

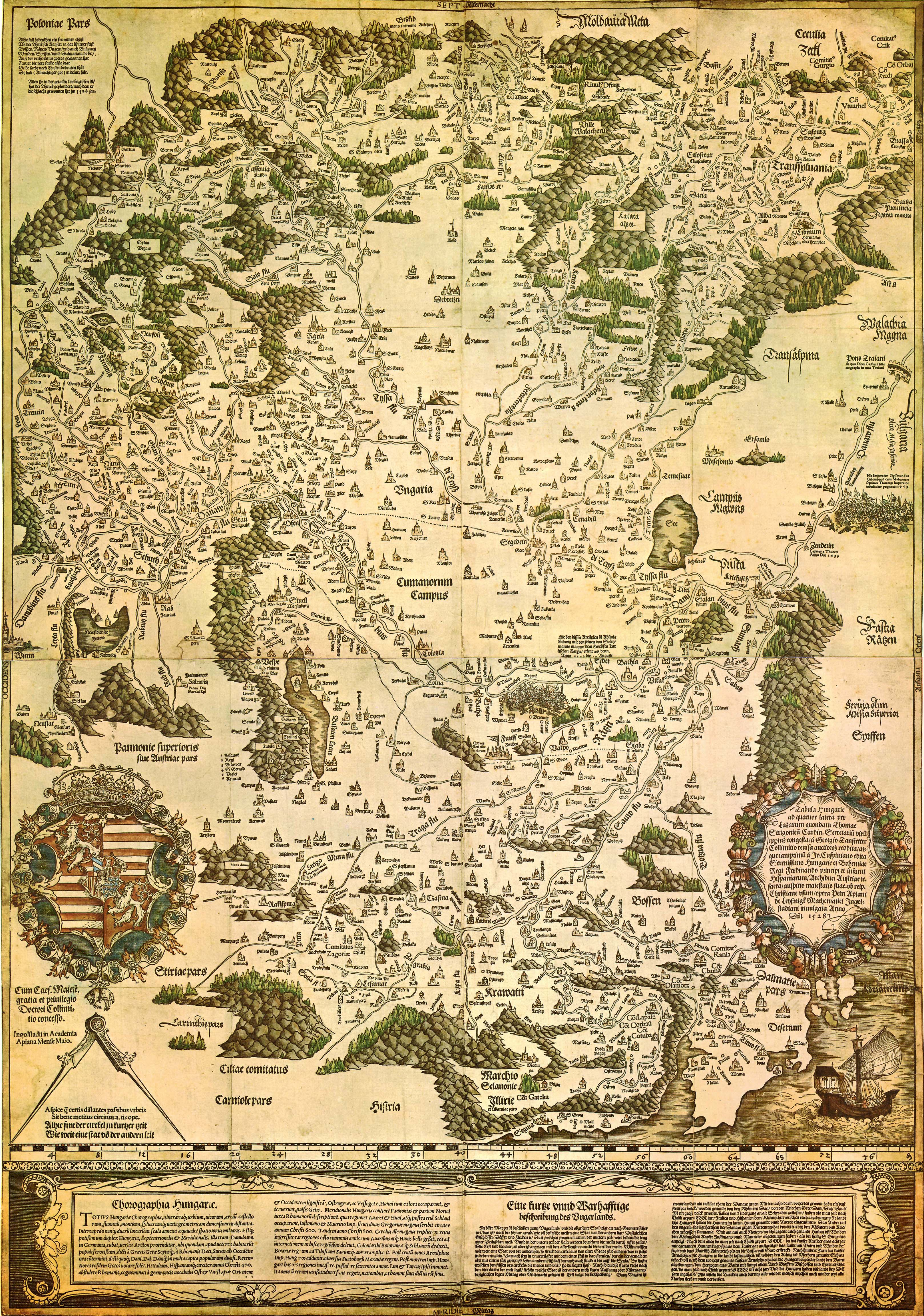
Tabula Hungarie

Am rechten Rand der Karte, etwas unterhalb der Mitte, steht in einem Zierrahmen eine lateinische Bildlegende, die über die Mitwirkenden informiert: „Von Lazarus zusammengestellt, von Tannstetter überarbeitet, von Cuspinian herausgegeben, dem König Ferdinand gewidmet und von Apian 1528 in Ingolstadt gedruckt“:

“Tabula Hungarie
ad quatuor latera per Lazarum quondam Thomae Strigonien[sis] Cardin[alis] Secretarium virum expertum congesta, à Georgio Tanstetter Collimitio revisa auctiorque reddita, atque iamprimum à Jo[anne] Cuspiniano edita Serenissimo Hungarie et Bohemiae Regi Ferdinando principi et infanti Hispaniarum, Archiduci Austriae etc. sacra, auspitio maiestatis suae, ob reip[ublice] Christiane usum, opera Petri Apiani de Leyßnigk Mathematici Ingolstadiani invulgata Anno Domini 1528.”

„Karte Ungarns
einst durch Lazarus, den Sekretär von Thomas, Kardinal zu Strigon, einen Experten, nach allen vier Himmelsrichtungen zusammengestellt, von Georg Tannstetter Collimitius überarbeitet und erweitert und schon zuvor von Johannes Cuspinian herausgegeben, gewidmet seiner Durchlaucht Ferdinand, dem König von Ungarn und Böhmen, dem Prinzen und Infanten der spanischen Lande, dem Erzherzog von Österreich usw., unter den gnädigen Vorzeichen seiner Majestät wegen des Gebrauchs des christlichen Gemeinwesens durch die Mühe des Peter Apian aus Leisnig, Mathematikers zu Ingolstadt gedruckt im Jahre des Herrn 1528.“

## Die Bearbeiter Lazarus und Tannstetter
Die Bildlegende sagt, dass die Karte von dem Ungarn Lazarus Secretarius zusammengestellt wurde (congesta), von dem Sekretär von Tamás Bakócz, dem Erzbischof von Esztergom und damit der Primas von Ungarn, der bis zu seinem Tod 1521 Kanzler des Königreichs Ungarn und verantwortlich für die Außenpolitik Ungarns war. Der Wunsch nach einer genauen Ungarnkarte könnte bereits auf ihn zurückgehen. Vom Leben des Lazarus sind nur Bruchstücke bekannt. Er studierte in Wien, u. a. bei Georg Tannstetter (1482–1535), damals Professor für angewandte Mathematik (dazu gehörten vor allem Astronomie und Kartographie). Tannstetter ließ bereits 1522 eine Karte drucken, die ungefähr dieselben Regionen darstellte und auch die Feldzüge der Türken und der Verteidiger anzeigte. Für die neue Ungarnkarte hat er die von Lazarus ursprünglich entworfene Karte „als geübter Kartograph korrigiert und ergänzt“.
Besonders in Ungarn wird manchmal einfach von der „Lazarus-Karte“ gesprochen. Welchen Anteil die beiden Bearbeiter hatten (was also das auf der Bildlegende Tannstetter zugeschriebene revisa auctiorque reddita bedeutet), ist nicht ganz klar. Jedenfalls war es Tannstetter, der das auf der Karte (links unten) abgedruckte kaiserliche Druckprivileg (das heißt den Schutz vor fremdem Nachdruck im Lauf der darauf folgenden fünf Jahre) erhalten hatte – ein solches Druckprivileg erhielt normalerweise der Autor. Für einen wesentlichen Anteil an der Gestaltung der Karte spricht auch ein Brief von Jakob Ziegler: Er schrieb 1529 aus Venedig an Tannstetter, auf diese neue Ungarnkarte Bezug nehmend: „Ich habe dein Ungarn gesehen …“

## Herausgeber und Drucker
Als Herausgeber der Karte wird Johannes Cuspinian genannt. Vielleicht war seine Funktion mit der eines Verlegers zu vergleichen. In diesem Fall ging es darum, gute Kunsthandwerker zu finden: Die gezeichnete Karte musste in einen Holzschnitt übertragen werden, und nach dem Druck erfolgte die Handkolorierung. Gedruckt wurde die Karte 1528 von Peter Apian in Ingolstadt (unterhalb des Druckprivilegs wird noch ergänzt: In der Academia von Apian, im Monat Mai).
Cuspinian und Apian waren ebenfalls versiert in der Kartographie. Ihr Anteil am Gelingen dieser Ungarnkarte könnte beträchtlich gewesen sein – neben dem Anteil von Lazarus und Tannstetter, den „eigentlichen Autoren der Karte“.

## Geschichtliche Einordnung

Wappen Ferdinands I. als König von Ungarn und Böhmen

Am linken Rand der Karte ist das Königswappen Ferdinands I. dargestellt.
In einem Text links oben in der Karte wird die von den Türken ausgehende Gefahr beschrieben und deren Sieg in der Schlacht bei Mohács im Jahr 1526 erwähnt.
Am unteren Kartenrand gibt es eine ausführliche Darstellung der Geschichte der Ungarn von der Römerzeit bis zur damaligen Gegenwart, links in lateinischer (unter dem Titel: „Chronographia Hungarie“), rechts in deutscher Sprache (unter dem Titel: „Eine kurze unnd Warhafftige beschreibung des Ungerlands“).

## Ein Kartenmaßstab als Innovation
Der deutsche Text am unteren Kartenrand ist ungefähr doppelt so lang wie der lateinische, denn die erste Hälfte dieses deutschen Textes liefert eine – im Lateinischen fehlende – genaue Erklärung des Maßstabs. Er war eine damals neuartige Einführung, wohl auf Tannstetter zurückgehend. Tannstetter hatte als Universitätsprofessor und Herausgeber astronomischer sowie mathematischer Texte eine hohe Kompetenz auf diesem Gebiet und seine Neigung zu innovativen Schritten ist auf mehreren Gebieten zu beobachten (z. B. in der Wissenschaftsgeschichte, empirische Astrologie). Über das Wirken von Lazarus sind wir weniger gut informiert, können daher auch seine Kompetenz nicht so gut einschätzen. Als Verfasser der deutschen Erläuterung des Maßstabs ist Tannstetter aufgrund seiner deutschen Muttersprache wahrscheinlicher als der Ungar Lazarus. Aber dass die Angabe eines solchen Maßstabs überhaupt sinnvoll war, ist den genauen Ortsbestimmungen zu verdanken, und diese gehen wohl auf Lazarus zurück. Dafür spricht, dass die Ortsangaben überwiegend ungarisch sind. Von Tannstetter ist zwar überliefert, dass er mehrmals in Ungarn war, aber das Ermitteln so vieler präziser Ortsangaben (für mehr als tausend Orte) setzt ein länger währendes Bereisen Ungarns voraus.
In der Karte links unten ist ein Zirkel dargestellt. Dort steht auch ein Hinweis in lateinischer und in deutscher Sprache – in dieser lautet er folgendermaßen:
Alhie fint der circkel in kurzer zeit
Wie weit eine stat von der andern leit.
In der „Beschreibung des Ungerlandes“ am unteren Ende der Karte wird eine genauere Gebrauchsanweisung geboten. Mit Hilfe eines Zirkels kann die Entfernung zwischen zwei Orten ermittelt werden, indem die Zirkelspannweite an der unteren Skala abgelesen wird. Diese Skala erstreckt sich über 80 „deutsche Meilen“, wobei jede Meile noch in Viertelmeilen unterteilt ist. Die Länge einer deutschen Meile betrug etwa 7,5 km.
Der Maßstab der Karte, das heißt das Verkleinerungsverhältnis, ist ungefähr 1 : 1.200.000.

## Eigenschaften der Ungarnkarte

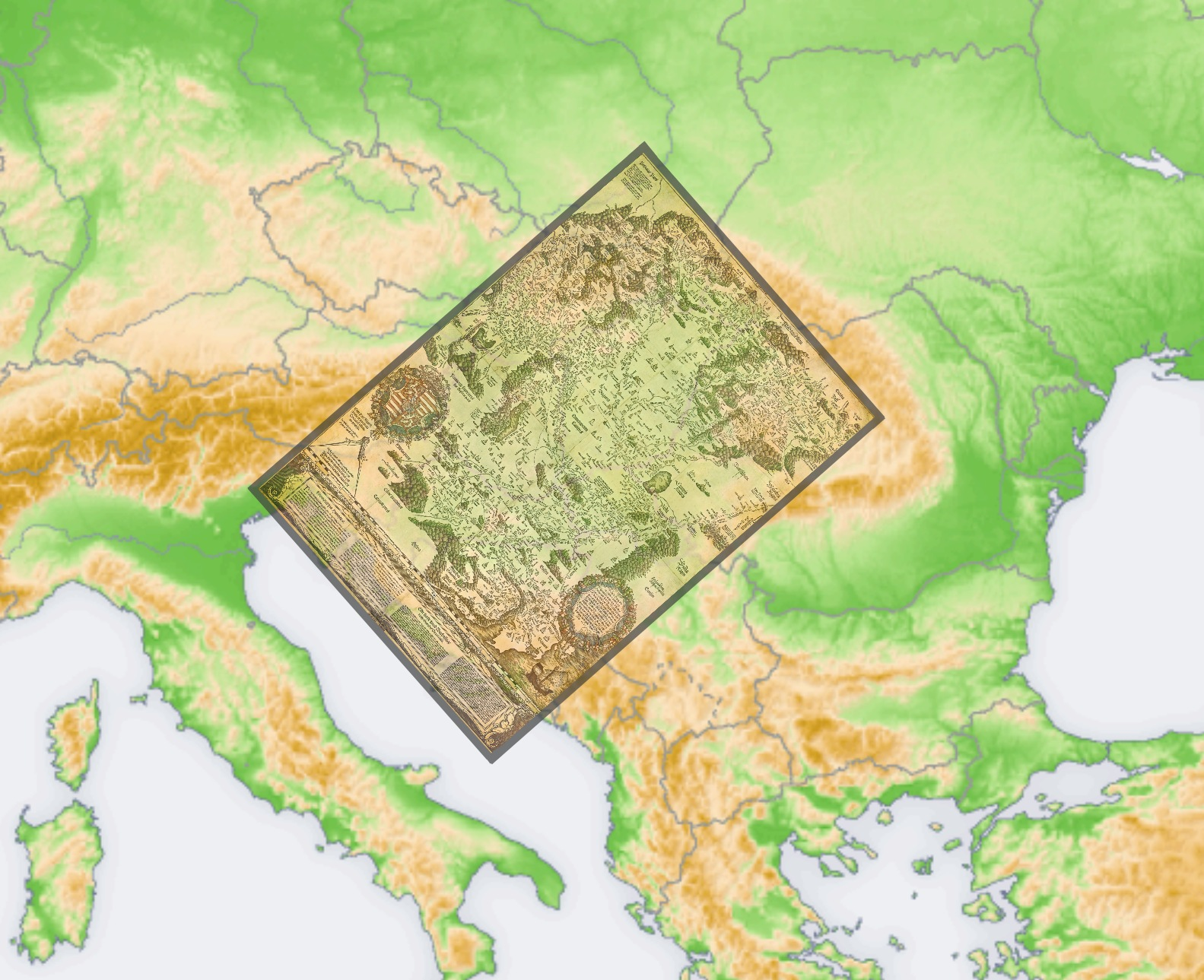
Der von der Tabula Hungarie erfasste Ausschnitt Mitteleuropas – hier ist die NO-Orientierung erkennbar

Die Karte ist ungefähr 74 cm × 55 cm groß. Als Druckvorlage dienten vier Holzschnitttafeln. Die geographischen Breitenangaben zu den Städten sind nahezu fehlerlos, was gute astronomische Ortsbestimmungen voraussetzt. Auch die Längenangaben sind zutreffend – dazu war neben Sonnenuhren wohl auch eine tragbare Taschenuhr nötig (damals wurden die ersten Taschenuhren entwickelt). Mit ihrer Hilfe konnten die Zeitunterschiede zwischen den Orten ermittelt werden.
Die Karte ist nicht nach Norden, sondern in nordöstlicher Richtung orientiert. Daraus folgt, dass die Donau von links nach rechts verläuft.
Die Karte umfasst das umkämpfte bzw. bedrohte Gebiet, geht also über Ungarn hinaus. Am linken Rand ist Wien, am rechten Rand Sibiu (Hermannstadt).
Diese Karte wurde sehr geschätzt, was sich auch darin zeigt, dass es in den 1550er Jahren und danach zu mehreren bearbeiteten Nachdrucken kam (1553 in Venedig, 1559 Rom, 1566 Wien: „Ungariae Tanst[etteri] descriptio“).